# HD 4203
HD 4203 je zvezda 9. magnitude, ki se nahaja približno 266 svetlobnih let stran od Zemlje v ozvezdju Rib. Zvezda je rumena zaradi spektralnega tipa G5, stara je 9,41 milijard let in ima veliko vsebnost kovin. Ima tudi planet, ki je plinski velikan.
| Spremljevalke (v vrstnem redu od zvezde) | masa             | glavna polos (a.e.) | orbitalna perioda (dni) | izsrednost  | naklon | polmer |
| ---------------------------------------- | ---------------- | ------------------- | ----------------------- | ----------- | ------ | ------ |
| b                                        | > 1,164±0,067 MJ | 2,07±0,18           | 431,88±0,85             | 0,519±0,027 | —      | —      |
| c                                        | > 2,17±0,52 MJ   | —                   | 6.700±4.500             | 0,24±0,13   | —      | —      |